# Nigg Old Parish Church

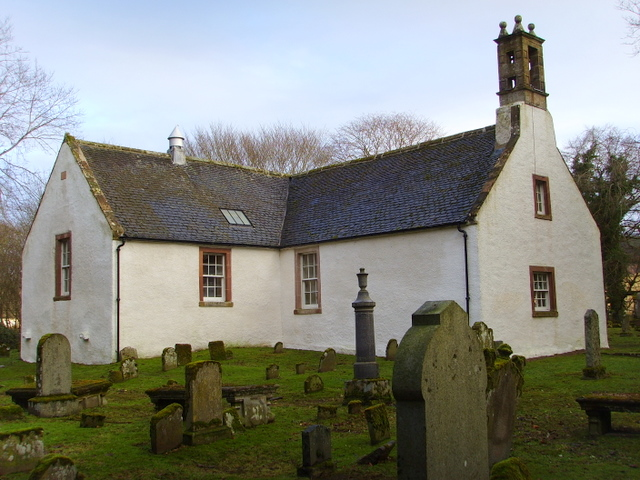
Nigg Old Parish Church

Die Nigg Old Parish Church ist eine ehemalige Pfarrkirche der presbyterianischen Church of Scotland in der schottischen Ortschaft Nigg in der Council Area Highland. 1971 wurde das Bauwerk in die schottischen Denkmallisten in der höchsten Denkmalkategorie A aufgenommen. Das Gebäude ist nicht zu verwechseln mit der Nigg Parish Church in Aberdeen. In der Kirche befindet sich der Nigg Stone, ein hervorragendes Exemplar eines piktischen Symbolsteins.

## Geschichte
Die früheste Erwähnung einer Kirche am Standort datiert auf das Jahr 1255 oder 1256. Die heutige Nigg Old Parish Church wurde 1626 errichtet. Die Kirchenglocke wurde 1624 in den Niederlanden gegossen. In den frühen 1720er Jahren wurde ein Dachreiter für das Geläut ergänzt. Um die Mitte des 18. Jahrhunderts wurde das Kirchengebäude erweitert und weist seitdem einen T-förmigen Grundriss auf. 1864 wurde Alexander Maitland mit der Überarbeitung des Innenraums betraut. Auf dem umgebenden Friedhof befinden sich verschiedene monumental ausgestaltete Grabstätten. Die frühesten stammen aus dem 17. Jahrhundert. Ein Cholerastein erinnert an die Choleraepidemie von 1823. Heute wird die Nigg Old Parish Church nicht mehr regelmäßig genutzt.

## Beschreibung
Die Nigg Old Parish Church steht inmitten des zugehörigen Friedhofs im Weiler Nigg. Sie gilt als gutes Beispiel einer Highland-Kirche des 17. Jahrhunderts. Das Gebäude weist einen T-förmigen Grundriss auf. Sein Mauerwerk ist mit Harl verputzt, wobei Natursteineinfassungen abgesetzt sind. Das schlicht ausgestaltete Gebäude ist mit länglichen Sprossenfenstern ausgeführt. Der Dachreiter mit offenem Geläut sitzt auf dem Westgiebel. Die Satteldächer sind mit Schiefer eingedeckt. Der Nigg Stone ist in einem abgetrennten Bereich an der Westseite untergebracht.